# Народен музей на Словения
Народният музей на Словения (на словенски: Narodni muzej Slovenije) се намира в центъра на Любляна, столицата на Словения, в близост до градския парк „Тиволи“. Заедно със Словенския природонаучен музей, който се намира в същата сграда, Народният музей на Словения е най-старата научна и културна институция в страната. Музеят разполага с богата колекция от археологически артефакти, стари монети и банкноти (в нумизматичния отдел на приземния етаж) и експонати, свързани с приложните изкуства. През 2021 г. музеят получава златен орден за изключителни заслуги от президента на Словения Борут Пахор.

## История
Музеят е основан през 1821 г. като „Поместен музей на Карниола“ (на немски: Krainisch Ständisches Museum). Пет години по-късно австрийският император Франц II решава лично да спонсорира музея и нарежда преименуването му на „Провинциален музей на Карниола“. През 1882 г. музеят е преименуван на „Провинциален музей на Карниола – Рудолфинум“ в чест на престолонаследника Рудолф.
След създаването на Кралство Югославия името на музея е променено на „Народен музей“. През 1923 г. етнографските колекции, притежавани от музея, са преместени в новия Словенски етнографски музей, а през 1933 г. голяма част от произведенията на изкуството са преместени в Националната галерия на Словения. През 1944 г. Словенският природонаучен музей (дотогава известен като Музей на естествените науки) става независимо учреждение, въпреки че се намира в същата сграда. През 1953 г. по-голямата част от архивите са преместени в Груберовия дворец.
Музеят е преименуван на Национален музей на Словения през 1992 г. Включва Археологически отдел, Нумизматичен кабинет, Отдел за щампи и картини и Отдел за история и приложни изкуства.

## Сграда
Основната сграда на Националния музей се намира в близост до сградата на словенския парламент и словенското външно министерство, а срещу него на същия площад е разположена Люблянската опера. Сградата е построена в неоренесансов стил от майстор Вилхелм Трео в сътрудничество с Ян Владимир Храски по планове на виенския архитект Вилхелм Резори в периода между 1883 и 1885 г.
Интериорът е проектиран от Храски, като таванът на основната зала е украсен с медальони от художниците Янез и Юрий Шубиц през 1885 г. Янез Шубиц рисува основната алегорична картина на Карниола като защитник на изкуствата и науките, докато Юрий Шубиц рисува четири портрета на известни карниолци: Йохан Вайхард фон Валвазор, Валентин Водник, Зигмунд Херберщайн и Зигмунд Цойс. Картината на Янез е направена с маслени бои върху дърво, а портретите на Юрий – с маслени бои върху свежа мазилка. Художниците следват предложенията на своя учител Янез Волф. Пространството между медальоните е украсено от Карел Липовшек.
Сградата е тържествено открита на 2 декември 1888 г. В словенските земи това е първата сграда, използвана единствено за културни цели. Бронзов паметник на карниолския енциклопедист Йохан Вайхард фон Валвазор, проектиран от скулптора Алойз Гангъл, е поставен пред музея през 1903 г.

## Постоянни изложби
Освен в основната си сграда на ул. „Музейска“ в Любляна, Народният музей на Словения има постоянни изложби и в още четири обекта:
| Име на изложбата               | Дата на откриване  | Местоположение                     |
| ------------------------------ | ------------------ | ---------------------------------- |
| Римски лапидариум              | 15 юни 2006 г.     | ул. „Музейска“, Любляна, Словения  |
| Египетска колекция             | 1 февруари 2017 г. | ул. „Музейска“, Любляна, Словения  |
| Истории от кръстопътя          | 23 август 2014 г.  | ул. „Музейска“, Любляна, Словения  |
| Колекции по история и изкуство | 12 март 2008 г.    | ул. „Метелкова“, Любляна, Словения |
| Музей към замъка Снежник       | 20 юни 2008 г.     | Снежник, Словения                  |
| Музей към замъка Блед          | 1 януари 2015 г=   | Блед, Словения                     |
| Късноантична крепост Ад Пирум  | 12 януари 2013 г.  | Ад Пирум, Словения                 |